# Ell & Nikki
Ell & Nikki là đôi song ca Azerbaijan gồm ca sĩ Eldar Gasimov và Nigar Camal. Họ giành chiến thắng Eurovision Song Contest 2011 cho Azerbaijan vào ngày 14 tháng 5 với ca khúc "Running Scared", giúp Azerbaijan lần đầu tiên giành chiến thắng trong cuộc thi này.

## Eurovision
Họ cũng biểu diễn dưới nghệ danh Eldar & Nigar với bài hát "Running Scared" do Stefan Örn, Sandra Bjurman và Iain Farguhanson đến từ Thụy Điển sáng tác. Với chiến thắng chung kết Eurovision vào ngày 14 tháng 5 đồng nghĩa với việc Azerbaijan được quyền đăng cai Eurovision Song Contest 2012. Họ là đôi song ca nam nữ đầu tiên chiến thắng cuộc thi kể từ năm 1963.